# Die Klosterjäger
Die Klosterjäger war eine österreichische Showband, die mit Party-, Stimmungs-, Schlager- und volkstümlicher Musik und musikalischen Showeinlagen (über 20 Instrumente) auftrat,  was damals für ein Trio eher selten war. Über 200 Auftritte jährlich wurden absolviert. Vielen solistischen Einlagen auf den Instrumenten mit Eigenkompositionen von Stephan Herzog & Thomas Ortner.
Die Band bestand zuletzt aus den drei Musikern Erich Buchner (* 3. Februar 1969), Stephan Herzog (* 3. November 1977) und Thomas Ortner (* 29. März 1981). Der Name der Gruppe ist abgeleitet von einem die Berge romantisierenden Heimatroman des bayrischen Volksdichters Ludwig Ganghofer. Die Band trat außerhalb der Landesgrenzen in der Schweiz, Deutschland, Frankreich, den Niederlanden, Luxemburg und Italien, den USA und Tunesien auf.
Die Klosterjäger absolvierten zahlreiche Fernsehauftritte im Musikantenstadl, dem ZDF-Fernsehgarten und in den volkstümlichen Sendungen Melodien der Berge und Musikparadies usw. ...
Die Klosterjäger haben sich Ende 2012 aufgelöst. Thomas Ortner betreibt sein Tonstudio Studio Tirol als Arrangeur in Außervillgraten, wo er zahlreiche Songs gemeinsam mit Stephan Herzog (Komponist) produziert. Stephan Herzog ist immer noch als LIVE-Solokünstler aktiv oder gemeinsam mit Lois Manzl und der Kitzbühler Promi Wirtin Rosi Schipflinger auf der Bühne.

## Diskografie
- 2004: Polkaschwung & Stimmung
- 2005: Tanzen und singen bei Volksmusik!
- 2006: Wo der Großglockner grüßt sind wir Zuhaus!
- 2007: Das große Partyhits- und Schlager Wunschkonzert
- 2008: Das alte Försterhaus
- 2010: In der Sierra Madre